# Speedy Spurs
Pour plus de détails, voir Fiche technique et Distribution.
Speedy Spurs est un film américain réalisé par Richard Thorpe, sorti en 1926.

## Synopsis
Assommé, le héros se voit au paradis et en enfer...

## Fiche technique
- Titre original : Speedy Spurs
- Réalisation : Richard Thorpe
- Scénario : Frank L. Inghram[1]
- Société de production : Action Pictures
- Société de distribution : Weiss Brothers Artclass Pictures
- Pays de production :  États-Unis
- Langue originale : anglais
- Format : noir et blanc — 35 mm — 1,37:1 — Film muet
- Genre : Western, Comédie
- Durée : 5 bobines
- Date de sortie :
  - États-Unis :1er juin 1926

## Distribution
- Jay Wilsey : Bill Clark
- Charles Whitaker Jr. : "Buttons", l'orphelin
- Jim Welch : Luke Tuttle, à la fois shérif, épicier et chef des pompiers
- Alma Rayford : Marie Tuttle, sa fille
- Frank Ellis : M. Wells
- Clyde McClary : un édile municipal
- William Ryno : un édile municipal
- Charles Colby : un édile municipal
- Slim Whitaker : le prisonnier
- Harry Belmour : le docteur
- Emily Barrye : la sorcière